# Europäische Sicherheit & Technik
Europäische Sicherheit & Technik (ES&T) ist eine deutsche Fachzeitschrift für Sicherheitspolitik, Strategie, Wehrtechnik und Rüstung, die vom Mittler-Report-Verlag in Bonn herausgegeben wird. Sie erscheint monatlich, hat pro Ausgabe durchschnittlich etwa 114 Seiten und eine Gesamtauflage von 23.874 Exemplaren. Davon beträgt die Druckauflage 16.196 Exemplare, die digitale Version als PDF-Datei umfasst 7.678 Exemplare. 
Die Europäische Sicherheit & Technik wird in Zusammenarbeit mit dem Bundesministerium der Verteidigung herausgegeben und ist Organ der Interessengemeinschaft Deutsche Luftwaffe e. V. (IDLw), der Gesellschaft für Sicherheitspolitik e. V. (GSP), der Clausewitz-Gesellschaft e. V. und erscheint in Zusammenarbeit mit dem Gesprächskreis Nachrichtendienste in Deutschland e. V.
Das Redaktionsteam besteht aus ehemaligen Offizieren der Bundeswehr sowie aus Journalisten im Hauptstadtbüro in Berlin. Die Europäische Sicherheit & Technik wird als einzige Verlagszeitschrift auf der Grundlage eines Kooperationsvertrags in Zusammenarbeit mit der Bundeswehr herausgegeben.

## Geschichte
Die Zeitschrift Europäische Sicherheit & Technik entstand 2012 durch den Zusammenschluss der beiden Zeitschriften Europäische Sicherheit (von 1952 bis 1975 Wehrkunde, von 1976 bis 1990 Europäische Wehrkunde, 1983 Vereinigung mit der vom Arbeitskreis für Wehrforschung herausgegebenen Wehrwissenschaftlichen Rundschau zu Europäische Wehrkunde – Wehrwissenschaftliche Rundschau) und Strategie & Technik (bis 2004 Soldat und Technik). Die Redaktionen wurden damals zusammengelegt. Damit schlossen sich die beiden ältesten sicherheitspolitischen und wehrtechnischen Zeitschriften zusammen.
Europäische Sicherheit wurde 1952 gegründet. Sie konzentrierte sich auf sicherheitspolitische Themenfelder. Soldat und Technik wurde 1958 als Truppenzeitschrift der Bundeswehr und Fachorgan für Technik in der Bundeswehr sowie Spezialorgan für Technik und Ausrüstung im Warschauer Pakt gegründet. Ab 2001 war sie eine freie Verlagszeitschrift in Kooperation mit der Bundeswehr. Nachdem neben dem eigentlichen Kerngebiet der Zeitschrift, der Wehrtechnik, sicherheitspolitische Themen einen immer größeren Platz einnahmen, erfolgte mit der Ausgabe 01/2005 die Umbenennung in Strategie und Technik, bis sie schließlich 2012 mit der Europäischen Sicherheit zusammenging. Seit Juni 2022 hat die Redaktion der ES&T ein Hauptstadtbüro im Haus der Bundespressekonferenz in Berlin-Mitte.

## Auflagenstatistik
Im Jahr 2019 (Januar bis September) lag die durchschnittliche monatliche Auflage bei 23.874 Exemplaren. Diese teilt sich in eine Druckauflage von 16.196 Exemplaren und 7.678 digitale Exemplare als PDF. Die digitalen Exemplare unterteilen sich in 6.095 kostenpflichtige PDF-Lizenzen sowie 1.583 digitale Hefte in Form von Abonnements, Downloads und Verkäufe über die Plattform iKiosk.
Die gedruckte Auflage unterteilt sich in 11.130 verkaufte Magazine, 2.287 Freiexemplare sowie 2.779 Remissionen.

## Elektronische Angebote
Auf der Website der Europäischen Sicherheit & Technik, esut.de, findet man eine Auswahl der in der Printausgabe erscheinenden Artikel, die im Laufe des Monats nach Erscheinen der Zeitschrift veröffentlicht werden. Hinzu kommen aktuelle Nachrichten aus dem Bereich Sicherheitspolitik und Wehrtechnik.
Darüber hinaus ist die Europäische Sicherheit & Technik für Abonnenten oder auch einzeln elektronisch erhältlich, beispielsweise auf der Plattform iKiosk.

## Inhalt
Die wichtigsten Themenschwerpunkte sind:
- Heer
- Luftstreitkräfte
- Marine
- Streitkräftebasis
- IT und Cybersicherheit
- Industrie
- Interview

Zudem gibt es die folgenden Rubriken (Auswahl):
- Kommentar
- Umschau
- Brüsseler Spitzen
- Zwischenruf aus Berlin
- Blick nach Amerika
- Informationen – Nachrichten – Neuigkeiten aus aller Welt
- IT-News und Trends
- Neues aus dem Nahen Osten: Politik • Wirtschaft • Militär
- Unternehmen und Personen
- Bücher
- Gesellschaft für Sicherheitspolitik e. V.
- Gastkommentar

## Kooperation
Kooperationen bestehen mit:
- Bundesministerium der Verteidigung
- Bundeswehr
- BAAINBw
- Interessengemeinschaft Deutsche Luftwaffe e. V. (IDLw)
- Clausewitz-Gesellschaft e. V.
- Gesprächskreis Nachrichtendienste in Deutschland e. V.